# NGC 7213
NGC 7213 (również PGC 68165) – galaktyka spiralna (Sa), znajdująca się w gwiazdozbiorze Żurawia. Odkrył ją John Herschel 30 września 1834 roku. Należy do galaktyk Seyferta.